# Sternocera hunteri
Sternocera hunteri es una especie de escarabajo del género Sternocera, familia Buprestidae. Fue descrita científicamente por Waterhouse en 1889.

## Distribución geográfica
Habita en la región afrotropical.